# Andrés Palomino
Andrés Palomino Robles (Barcelona, 1978) es historietista, guionista y monologuista cómico. 

## Biografía
Desde abril de 2008 guioniza, dibuja y publica en internet la tira cómica diaria de humor Las Crónicas PSN, protagonizada por treintañeros frikis aficionados a los cómics, los juegos de rol y los videojuegos, de tono humorístico y autobiográfico. Entre 2010 y 2011, publica sus tiras en la versión en línea del periódico gratuito 20 minutos. Desde diciembre de 2008, recopila y autoedita las tiras aparecidas en internet de Las Crónicas PSN en álbumes de historieta en papel. 
En mayo de 2010 se suma al colectivo de autores de webcómic Control Zeta, integrado en la actualidad por Sergio Sánchez Morán, Xavier Àgueda, Koopa, Fadri, Zirta, Laurielle, Runtime-error, Defriki, Quetzal e Ismurg. 
Como guionista de televisión, trabaja para Televisió de Catalunya desde 2002 en el programa infantil Club Super3.

## Álbumes de historieta
- Crónicas PSN vol. 1 (noviembre de 2008)
- Crónicas PSN vol. 2: ¡A pelo! (diciembre de 2009)
- Crónicas PSN vol. 3: Orgullo Friki (junio de 2010)
- Crónicas PSN vol. 4: 400 Gólems (abril de 2011)
- Crónicas PSN vol. 5: Tiago Desencadenado (diciembre de 2011)
- Manual para Padres Frikis (marzo de 2014)
- Soy Friki y tengo Novia (pregúntenme cómo) (abril de 2015)

## Colaboraciones
- Fan Letal Vintage, de Cels Piñol (Panini Cómics, 2011)[5]
- ¡Caramba!, fanzine coordinado y editado por Manuel Bartual (2011)[6]
- Ella siempre me quiso por mi cerebro, de Julio Videras e Isaac Casanova (Diábolo Ediciones, 2011)
- Weezine 3 (fanzine, 2010)
- Reservoir Sheeps (fanzine, 2010)
- La guarida del leviatán, de Julio Videras e Isaac Casanova (Diábolo Ediciones, 2009)
- Cómics 2.0. Antología del webcómic 2009, editado por David Prieto (2009)